# Шамов, Игорь Васильевич
И́горь Васи́льевич Ша́мов (11 июня 1935 – 15 января 2022) — российский государственный деятель, мэр города Владимир (1990—2002).

## Биография
Родился 11 июня 1935 года в городе Можга в семье инженера. До 1947 года жил с родителями в Сормовском районе города Горький (ныне Нижний Новгород). Затем — в Мариенбургском районе Гатчины в Ленинградской области. Там же окончил школу с серебряной медалью.
В 1959 году окончил Ленинградский политехнический институт имени Калинина по специальности «инженер-физик». В 1959—1961 гг. младший научный сотрудник ленинградского НИИ полимерных пластмасс.
С 1961 года работал во Владимире во ВНИИ синтетических смол (НПО «Полимерсинтез»): старший научный сотрудник, заведующий лабораторией.
В 1968 г. защитил диссертацию по теме:
- Исследование временной зависимости коэффициента Пуассона полимерных материалов : диссертация … кандидата технических наук : 05.00.00. — Ленинград, 1968. — 123 с. : ил.

Весной 1990 года избран депутатом Владимирского горсовета. В октябре того же года на альтернативных выборах избран председателем горисполкома (несмотря на то, что не состоял в КПСС[значимость факта?]).
В декабре 1991 года Указом Бориса Ельцина был назначен главой администрации города Владимира, в 1995 и 1997 годах дважды побеждал на выборах. Сложил полномочия в марте 2002 года.
Член партии Союз правых сил
Основные итоги пребывания на посту руководителя исполнительной власти:
- В 1994 году запущен в эксплуатацию Судогодский водозабор с подземным водоснабжением: труба диаметром 90 см протяженностью 45 км позволила обеспечить питьевой водой юго-западный район Владимира, пос. Юрьевец и Энергетик.
- В 1995 году запущена третья очередь ТЭЦ-2. С 1 января 1999 года Владимирская ТЭЦ переведена на природный газ.
- В середине 1990-х годов началось развитие общественного транспорта. Появились новые маршруты, были продлены действующие троллейбусные линии и проложены новые.
- в 1993 году реализована идея создать театр фольклора «Разгуляй». Театр разместился в здании ДК завода керамических изделий и с 1 февраля 1995 года получил статус муниципального профессионального театра.

Соавтор книг:
- Соревнуясь — вперед! [Текст] : опыт ВНИИ синтетических смол / И. В. Шамов, Г. И. Каган. — Москва : Химия, 1983. — 64 с.; 20 см.
- Наполненные пенопласты / О. Г. Тараканов, И. В. Шамов, В. Д. Альперн; Под ред. Ф. А. Шутова. — Москва : Химия, 1989. — 215,[1] с. : ил.; 22 см; ISBN 5-7245-0085-X

## Смерть
Похоронен на Кладбище Улыбышево.

## Семья и личная жизнь
жена Берта Петровна, сын Александр, дочь Юлия.

## Награды
Медаль ордена «За заслуги перед Отечеством» II степени
Почётный гражданин города Владимир (2012).